# 송욱
송욱(宋稶, 1925년 4월 19일 ~ 1980년 4월 16일) 대한민국의 시인·영문학자. 서울 출생. 재동공립보통학교를 졸업한 후 경기중학교에 진학했으나, 중퇴 후 일본 가고시마 제7고등학교에 입학하여 1944년 졸업했다. 
1944년 교토제대 문학부 사학과에 입학했으나 징병을 피하기 위하여 구마모토 의과대학에 편입했다가 경성제대 의학부에 다시 편입했다. 이후 영문학으로 전공을 바꾸어 1948년 서울대 문리대 영문과를 졸업했다. 대학 졸업 후 경기중학교 교사 및 서울대, 숙명여대 강사에 재직했다. 1950년 『문예』지에서 서정주의 추천을 얻어 시단에 등장하여 지성적인 태도로 현대문명에 대한 풍자를 시정신으로 수용했다. 전쟁 중에는 해군에 입대하여 진해 해군사관학교 교관 등을 역임하다 1953년 10월 제대했고, 이후 짧게 부산 미대사관에서도 근무했다. 
시집에 <유혹>(1954) <하여지향>(1961) 등이 있고, 저서에 <시학 평전(詩學評傳)>(1963) <문학평전> 등이 있다. 

## 참고 문헌
- 이 문서에는 다음커뮤니케이션(현 카카오)에서 GFDL 또는 CC-SA 라이선스로 배포한 글로벌 세계대백과사전의 내용을 기초로 작성된 글이 포함되어 있습니다.